# Assedio di San Giovanni d'Acri (1291)
L'assedio di San Giovanni d'Acri (noto anche come caduta di San Giovanni d'Acri) fu un evento bellico che ebbe luogo nella primavera del 1291 e si concluse con la conquista della città da parte dei musulmani, che la strapparono ai Crociati. L'episodio segnò la fine delle Crociate in Oriente e il crollo del regno di Gerusalemme, a cui seguì l'estromissione dei Franchi dalla Terrasanta.

## Contesto storico
Nel 1187, con la battaglia di Hattin, i crociati avevano subito una decisiva sconfitta da parte del sultano ayyubide Salah al-Din, che nel giro di pochi anni aveva riconquistato Gerusalemme e buona parte della Palestina. Con l'aiuto delle armate della terza crociata i cristiani avevano ripreso possesso di alcuni territori perduti, compresa Acri, che divenne capitale del ricostituito regno di Gerusalemme (noto perciò anche come regno di Acri). La morte di Saladino nel 1193 provocò l'arresto delle campagne contro i crociati e segnò l'inizio di un periodo di frammentazione politica della regione siro-palestinese destinata a durare oltre mezzo secolo.
Con l'avvento al potere dei Mamelucchi in Egitto, nel 1250, le ostilità contro i cristiani ripresero, soprattutto per iniziativa del sultano Baybars (1260-77), che nel 1265 strappò ai crociati Caesarea, Haifa e Arsuf e nel 1268 conquistò Antiochia. Queste perdite territoriali allarmarono l'Occidente: Luigi IX di Francia decise di intervenire guidando una spedizione militare direttamente contro l'Egitto, per fiaccarne la capacità offensiva. La crociata terminò prima ancora di iniziare, con la morte del re a Tunisi nel 1270. L'ultimo tentativo fu compiuto dal principe Edoardo d'Inghilterra nel 1271-72, ma anch'esso fallì.
Il successore di Baybars, Qalawun, proseguì l'opera del suo predecessore, smantellando pezzo per pezzo ciò che restava del regno crociato: conquistò la fortezza degli Ospitalieri di Qala'at Marqab, nel 1287 prese Laodicea e nel 1289 Tripoli. Alla sua morte, nel novembre del 1290, gli succedette il figlio Al-Ashraf Khalil, deciso a chiudere definitivamente i conti con i cristiani.

## Antefatto
Il pretesto per l'intervento militare venne offerto al sultano da una serie di violenze perpetrate ai danni dei musulmani di Acri da gruppi di pellegrini giunti dall'Occidente sulla scia dell'entusiasmo religioso suscitato da vescovi e predicatori. Molti mercanti furono rapinati e malmenati, altri uccisi. Le autorità cittadine cercarono di arginare lo zelo eccessivo dei nuovi arrivati, nel timore che la fragile tregua stabilita coi Mamelucchi nel 1289 per una durata di dieci anni potesse finire compromessa. Il maestro del Tempio Guglielmo di Beaujeu, che aveva cercato di punire i responsabili ed evitare che la situazione precipitasse, rese pubblica una missiva del sultano nella quale venivano duramente condannati gli episodi di violenza e si annunciava una ormai inevitabile ritorsione militare. Alla città non restò che prepararsi all'assedio.

## La battaglia
Le truppe mamelucche arrivarono davanti alle porte della città il 5 aprile 1291. Al-Ashraf comandava un esercito di 160 000 fanti e 60 000 cavalieri, mentre i cristiani potevano contare su appena 14 000 fanti, 1300 sergenti appiedati e appena 700 cavalieri. San Giovanni d'Acri era protetta da una doppia cinta di mura che la rendeva difficilmente espugnabile. I musulmani disposero quattro enormi macchine da guerra in corrispondenza dei tre versanti terrestri delle fortificazioni, mentre gli assediati schierarono le proprie difese: gli Ospitalieri e i Templari sulle mura settentrionali, i Cavalieri teutonici, insieme agli armati francesi e inglesi, su quelle sud-orientali, mentre i cavalieri siriani e ciprioti al comando di Amalrico di Lusignano difendevano le mura a est, di fronte al centro dello schieramento nemico.

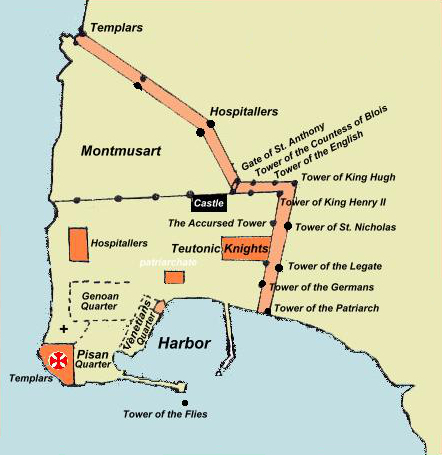
Mappa di San Giovanni d'Acri nel 1291

Le macchine musulmane si misero in movimento dando inizio all'assedio con una pioggia di massi che durò giorni. Il 15 aprile, sotto la guida di Beaujeu, gli assediati tentarono una sortita notturna nell'accampamento nemico, ma la reazione dei mamelucchi fu talmente tempestiva da costringerli ad una rapida ritirata. Il re di Gerusalemme Enrico II sbarcò in città il 4 maggio con un contingente di 500 fanti e 200 cavalieri e tentò di risolvere la questione per via diplomatica, inviando ambasciatori a trattare col sultano. Al-Ashraf li rispedì indietro e lo stesso Enrico giudicò più prudente fare ritorno a Cipro, mentre i suoi armati restavano a dare il loro contributo alla difesa della città.

### La Cupola dei Templari
Il 15 maggio una delle torri di difesa, la Torre Nuova, crollò, ma i crociati si affrettarono a riempire la breccia di detriti e a costruirvi alle spalle una struttura di legno che impedisse agli assedianti di utilizzarla come varco. Il 18 maggio il sultano lanciò un attacco combinato su tutti e tre i fronti della città, scatenando il panico fra i difensori e gli abitanti. Mentre Guglielmo di Beaujeu moriva colpito da una freccia, le truppe mamelucche sfondarono la Porta Sant'Antonio e la breccia aperta giorni prima, le cui difese erano state abbandonate. La folla sciamò verso il porto, cercando rifugio sulle poche navi disponibili, alcune delle quali affondarono per il carico eccessivo di fuggiaschi. Anche il patriarca Nicola di Hanappes morì annegato. Circa diecimila persone si rifugiarono nella Cupola di Acri, la fortezza dei Templari difesa dal maresciallo dell'ordine Pietro di Sevrey. Dalle torri rivolte verso il mare furono imbarcati molti dei fuggitivi e la Cupola resistette ad altri dieci giorni di attacchi. La prosecuzione dell'assedio fino ad una nuova resa, di cui Al-Ashraf approfittò per far decapitare il maresciallo e gli altri cavalieri che erano venuti a chiedere la sua clemenza. Il 28 maggio i musulmani scavarono delle gallerie sotto la Cupola per spezzare la resistenza degli ultimi Templari rimasti, ma la struttura cedette e crollò su assedianti e assediati provocando migliaia di morti. San Giovanni d'Acri era definitivamente nelle mani del sultano, all'interno delle sue mura si verificarono episodi di truce violenza perpetrata dai musulmani sulla popolazione indifesa che non era riuscita a fuggire sulle imbarcazioni.

## Conseguenze

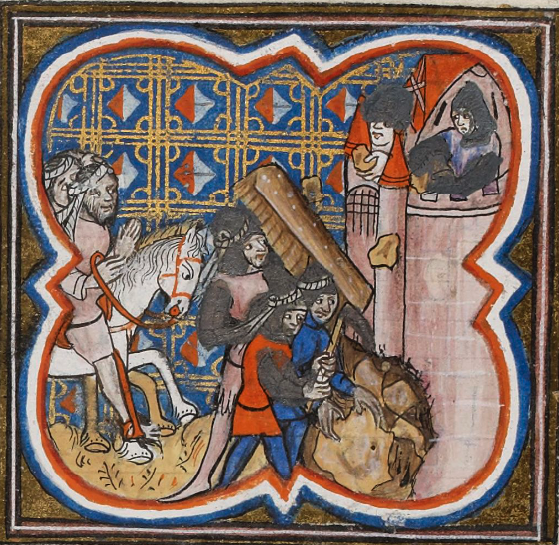
L'assedio di Acri in una miniatura di un artista francese del 1400

La caduta di San Giovanni d'Acri segnò la fine del regno crociato. Nel giro di pochi mesi tutte le altre fortezze cristiane sul litorale siriano furono conquistate dai musulmani: Tiro, Sidone, Beirut, Tortosa. L'ultima resistenza fu ancora una volta quella dei Templari, che si rifugiarono sull'isoletta di Ruad, dalla quale furono scacciati agli inizi del nuovo secolo. Il titolo sovrano di Gerusalemme fu mantenuto dalla dinastia dei Lusignano di Cipro e da questi trasmesso ai Duchi di Savoia (poi re di Sardegna e infine re d'Italia).